# Philippe Besson
Pour les articles homonymes, voir Besson.
Œuvres principales
- En l'absence des hommes (2001)
- L'Arrière-saison (2002)
- Un homme accidentel (2008)
- Arrête avec tes mensonges (2017)

Philippe Besson, né le 29 janvier 1967 à Barbezieux-Saint-Hilaire (Charente), est un écrivain, dramaturge et scénariste français, anciennement directeur des ressources humaines en entreprise. Il a été également critique littéraire et animateur de télévision.
Il se fait connaître en tant qu'écrivain avec le roman En l'absence des hommes en 2001, qui reçoit plusieurs prix. En 2023, il totalise 23 romans, dont plusieurs ont été adaptés pour le cinéma ou le théâtre, et il a participé à l'écriture du scénario de plusieurs films pour la télévision.

## Biographie

### Jeunesse
Fils d'un père instituteur et d'une mère clerc de notaire, Philippe Besson grandit avec son frère aîné dans l'appartement qui donne sur la cour de récréation de l'école où son père enseigne. 
Il est souvent moqué par ses camarades en raison de son allure, de ses vêtements et de ses manières. C'est à cette même époque qu'il prend conscience de son homosexualité. Durant son année de terminale, il tombe amoureux d'un fils de paysan dans son village de Charente, mais ils sont forcés de cacher leur relation.
En 1985, il est reçu à l'École supérieure de commerce de Rouen, devenue Neoma Business School, dont il sort diplômé en juin 1988.

### Débuts professionnels
En 1989, il s'installe à Paris où il exerce la profession de juriste et enseigne le droit social. Pendant cinq ans, il sera le bras droit de Laurence Parisot, en tant que directeur des ressources humaines (DRH), puis secrétaire-général de l'Institut français d'opinion publique (IFOP). Par la suite, il sera DRH de T-Online France – Club Internet.

### Carrière littéraire
Il emprunte son style littéraire à l'écrivaine Marguerite Duras.
Le 4 septembre 1999, une rupture amoureuse et la lecture de récits d'anciens combattants de la Première Guerre mondiale l'incitent à écrire son premier roman : En l'absence des hommes. Ce premier ouvrage est publié en 2001 par les éditions Julliard. Le roman, qui met en scène le personnage de Marcel Proust, rencontre succès critique et public et est récompensé par le prix Emmanuel-Roblès.
La même année, en août 2001, Philippe Besson publie Son frère, qui sera retenu pour la sélection du prix Femina. L'adaptation cinématographique qu'en fera Patrice Chéreau en 2003 recevra l'Ours d'argent au festival de Berlin.
L'Arrière-saison, roman publié en 2002, est récompensé par le grand prix RTL-Lire 2003, année où paraît Un garçon d'Italie, qui se voit sélectionné pour les prix Goncourt et Médicis. Conforté par l'intérêt que suscitent ses ouvrages, Philippe Besson décide alors de se consacrer exclusivement à l'écriture.
Son livre Vivre vite, consacré à James Dean, paraît en janvier 2015, année du soixantième anniversaire de la mort de l'acteur, le 30 septembre 1955.
En 2017, il publie Arrête avec tes mensonges (éditions Julliard), qui rencontre un grand succès critique et public. Le livre reçoit le Prix Maison de la Presse 2017 et le Prix Psychologies du Roman inspirant, est finaliste du Prix Blù Jean-Marc Roberts, et est en lice pour un autre prix : il figure parmi les finalistes du Prix Orange du Livre.
En août 2017, il est membre du jury du festival du film francophone d'Angoulême présidé par l'acteur américain John Malkovich.
En septembre 2017, il publie Un personnage de roman, récit intime de la campagne présidentielle d’Emmanuel Macron,. Le livre  est un succès commercial et se classe parmi les meilleures ventes de livres de l'année. Le Figaro et Le Monde le qualifiant cependant d'hagiographie,. Philippe Besson admet son « parti pris » en déclarant : « J'ai abdiqué ma neutralité (si j'en ai jamais eu). Je me rends compte que j'ai envie qu'il y arrive,. »
En octobre 2017, il est membre du jury du festival du film britannique de Dinard, présidé par Nicole Garcia.
En novembre 2018, il signe une nouvelle dans le recueil 13 à table ! publié au profit de l'association Les Restos du cœur. Le 19 décembre 2018, plus de 70 célébrités se mobilisent à l'appel de l'association Urgence Homophobie. Philippe Besson est l'une d'elles et apparaît dans le clip de la chanson De l'amour,,.
En janvier 2019, il publie Un certain Paul Darrigrand, nommé au prix France Télévisions 2019.
En juin 2019, il est désigné président du prix Landerneau des Lecteurs (décerné en octobre 2019).
En janvier 2021, il publie Le Dernier Enfant, qui évoque le déchirement d'une mère qui voit son dernier fils quitter la maison familiale. Ce livre remporte un succès critique,, et public,. Il figure, par ailleurs, dans la sélection du grand prix de l'héroïne Madame Figaro 2021 et obtient le Prix de la ville de Vannes.
En janvier 2023, Philippe Besson publie Ceci n'est pas un fait divers aux éditions Julliard. Il remporte cette même année le Prix Nice Baie des Anges sous la présidence de Franz-Olivier Giesbert et est en lice pour le Prix Babelio. Il écrit une nouvelle pour l'édition 2024 du recueil 13 à table !
En octobre 2023, il est président du Jury du Festival du film du Croisic.
En janvier 2024 il publie Un soir d'été, roman qui narre un drame de jeunesse survenu dans l'île de Ré, un soir de juillet 1985.

### Engagement politique
En mars 2007, Philippe Besson soutient Ségolène Royal, candidate à l'élection présidentielle.
En 2011, il soutient l'action de l'association Isota qui milite pour le mariage et l'adoption d'enfants par des couples homosexuels.
Lors de la campagne pour l'élection présidentielle de 2017, Philippe Besson participe à un meeting de soutien à Emmanuel Macron, candidat En marche ! à Bercy. Il est notamment présent à la réunion que le candidat organise à La Rotonde, le soir de son succès au premier tour.
En septembre 2018, il signe un « appel à lutter contre les violences conjugales » lancé par la comédienne Muriel Robin.
Revenant en janvier 2021 sur ses liens avec Emmanuel Macron, il déclare : « J’ai toujours de l’affection pour lui, mais nos différends politiques se sont accentués. Sa politique libérale a creusé un fossé. Il avait promis d’être à la fois de gauche et de droite, il a plutôt été de droite et de droite. »
En février 2023, lors de l'émission Quelle époque ! sur France 2, il critique la réforme des retraites sur le plateau et critique Marion Maréchal sur sa théorie du « grand remplacement du peuple français par des immigrés étrangers venant d'Afrique ».

### Condamnation pourL'Enfant d'octobre
Le roman L'Enfant d'octobre, publié chez Grasset en 2006, au sujet de l'affaire Grégory, un garçon de quatre ans assassiné le 16 octobre 1984, vaut à Philippe Besson une condamnation.
Lorsqu'ils découvrent le contenu de ce livre, les parents de Grégory, Jean-Marie et Christine Villemin, sont outrés par des pages où l'auteur envisage des mobiles pouvant expliquer pourquoi Christine aurait tué son fils. Christine Villemin a été inculpée en 1985 pour cet homicide. Puis l'enquête, reprise par un autre juge d'instruction persuadé de l'absence de mobile, a démontré qu'elle ne pouvait en aucun cas avoir commis un tel assassinat, aboutissant en 1993 à un non-lieu pour « absence totale de charges ». C'est une première dans l'histoire judiciaire en France.
Attaqué pour diffamation et atteinte à la vie privée, l'écrivain et son éditeur sont condamnés en première instance, en octobre 2007, à 35 000 euros de dommages et intérêts. Ils font appel et sont condamnés encore plus lourdement, en mars 2009, à 80 000 euros de dommages et intérêts.

### Projet de nomination de consul général à Los Angeles
Le 30 août 2018, il est annoncé qu’il est nommé consul général de France à Los Angeles remplaçant Christophe Lemoine, diplomate et ex-chef de cabinet de Laurent Fabius, en poste depuis 2015. Lors du conseil des ministres du 3 août, le ministre des Affaires étrangères a en effet présenté un décret modifiant les règles concernant la nomination des diplomates qui ne relève plus du Quai d'Orsay mais du gouvernement, qui est libre de nommer des non-fonctionnaires. Selon les déclarations de l'Élysée au Monde, il s'agit là d'une « politique d'élargissement des viviers de nomination, comme partout dans la fonction publique ». Néanmoins, ce nouveau mode de nomination est critiqué en interne, pouvant entraîner « une forme de népotisme sur des postes honorifiques ». Emmanuel Macron se défend d'aucun « copinage » et justifie son choix conforme à une « tradition » française d'écrivains diplomates. La CFDT-MAE (syndicat du ministère des affaires étrangères) dépose un recours devant le Conseil d’État pour annuler le décret du 3 août, jugé « bricolé et arbitraire ». Le syndicat déclare : « Ce n'est pas la personne de M. Besson qui est en cause » mais il y a lieu de se demander si le principe de « l'égalité de traitement » a présidé à cette nomination,.
Phillipe Besson, via un communiqué de sa maison d'édition, fait savoir qu'il attendra la décision du Conseil d'État avant de prendre officiellement ses fonctions. En mars 2019, le Conseil d'État annule le décret sous le motif que la procédure de nomination « a méconnu les principes d'égalité »,,. Après cette vive polémique et d'innombrables critiques pour favoritisme et « le fait du prince », Emmanuel Macron renonce finalement à nommer Philippe Besson consul à Los Angeles.

### Décoration
- Chevalier de l'ordre des Arts et des Lettres (promotion janvier 2015[62])

## Œuvres littéraires

### Romans
La plupart des romans de Philippe Besson ont été réédités dans la collection de poche 10/18.
- En l'absence des hommes, Paris, Julliard, 2001  (ISBN 2-260-01564-6)
- Son frère, Paris, Julliard, 2001  (ISBN 2-260-01586-7) Août 1999, île de Ré, Saint-Clément-des-Baleines, pointe ouest, maison d'été familiale. Lucas Andrieu accompagne la fin de vie de son frère Thomas.
- L'Arrière-saison, Paris, Julliard, 2002[63]  (ISBN 2-260-01610-3)

Un dimanche en fin d'après-midi, fin d'été, touristes partis, dans la salle déserte de Chez Phillies, dans le trou de Chatham, près de Hyannis, de Cap Cod, pas si loin de Boston, Louise Cooper attend Norman, son aventure du moment.
- Un garçon d'Italie, Paris, Julliard, 2003  (ISBN 2-260-01642-1)
- Les Jours fragiles, Paris, Julliard, 2004  (ISBN 2-260-01641-3)
- Un instant d'abandon, Paris, Julliard, 2005  (ISBN 2260016812)
- L'Enfant d'octobre, Paris, Grasset, 2006[64]  (ISBN 2246678617)
- Se résoudre aux adieux, Paris, Julliard, 2007  (ISBN 978-2260017264) Chronique d'un exil, celui de Louise, jeune femme en souffrance depuis que Clément l'a quittée pour revenir à Claire. Louise envoie à Clément des lettres, qui restent sans réponse.
- Un homme accidentel, Paris, Julliard, 2008  (ISBN 9782260017417)
- La Trahison de Thomas Spencer, Paris, Julliard, 8 janvier 2009  (ISBN 2-260-01770-3)
- Retour parmi les hommes, Paris, Julliard, 6 janvier 2011  (ISBN 2260018572)
- Une bonne raison de se tuer, Paris, Julliard, 5 janvier 2012  (ISBN 9782260020035)
- De là, on voit la mer, Paris, Julliard, 3 janvier 2013  (ISBN 2-260-02070-4)
- La Maison atlantique, Paris, Julliard, 9 janvier 2014  (ISBN 2260019153)
- Un tango en bord de mer, Paris, Julliard, 4 septembre 2014  (ISBN 2260022014)
- Vivre vite, Paris, Julliard, 2 janvier 2015  (ISBN 2260023967) — biographie romancée de James Dean
- Les Passants de Lisbonne, Julliard, 7 janvier 2016  (ISBN 2260029205)
- Arrête avec tes mensonges, Julliard, 5 janvier 2017  (ISBN 978-2-260-02988-5) — premier volet du roman autobiographique
- Un personnage de roman, Julliard, 7 septembre 2017  (ISBN 978-2-260-03007-2) — récit Emmanuel M. en route vers la présidence de la République.
- Un certain Paul Darrigrand (deuxième volet du roman autobiographique), Paris, Julliard, janvier 2019, 103 p. (ISBN 979-10-366-0265-8, présentation en ligne, lire en ligne)
- Dîner à Montréal, Paris, Julliard, mai 2019 — troisième volet d’une trilogie autobiographique  (ISBN 978-2-260-05317-0)
- Le Dernier Enfant, Paris, Julliard, 7 janvier 2021  (ISBN 978-2260054672)
- Paris-Briançon, Paris, Julliard, 6 janvier 2022  (ISBN 978-2260054672)
- Ceci n'est pas un fait divers, Paris, Julliard, 5 janvier 2023  (ISBN 978-2260055372)
- Un soir d'été, Julliard, 4 janvier 2024  (ISBN 978-2260055808)
- Vous parler de mon fils, Julliard, 2 janvier 2025  (ISBN 978-2260056300)

#### Prix et nominations
- 2001 : Prix Emmanuel-Roblès pour En l'absence des hommes
- 2001 : Prix premier roman de Culture et bibliothèques pour tous de la Sarthe pour En l'absence des hommes
- 2003 : Grand prix RTL-Lire pour L'Arrière-saison
- 2017 : Prix Psychologies du roman inspirant[11] pour Arrête avec tes mensonges
- 2017 : Finaliste du Prix Bla Jean-Marc Roberts[12] pour Arrête avec tes mensonges
- 2017 : Prix Maison de la presse pour Arrête avec tes mensonges
- 2021 : Prix littéraire des lycéens de l’Euregio pour Arrête avec tes mensonges
- 2021 : Prix de la ville de Vannes pour Le Dernier enfant[34]
- 2023 : Prix Nice Baie des Anges pour Ceci n'est pas un fait divers[35]

### Nouvelles
- « Les Amants », Paris, éd. Elle/Julliard, juin 2005 Nouvelle parue dans le magazine Elle.
- Collectif, 48 heures au Lutétia - Le Sommeil, Paris, éd. Scali, juin 2005  (ISBN 2-35012-021-X) Recueil de nouvelles, sur le thème du sommeil, écrites par 8 écrivains.
- Collectif, Huit nouvelles, Paris, éd. Calmann-Lévy, 13 novembre 2008  (ISBN 9782702139646) Recueil de nouvelles écrites par 8 écrivains pour soutenir la campagne « Huit fois oui » : 8 Objectifs du millénaire pour le développement.

### Poésies
- Le Corps des hommes, Paris, éd. Grasset, 2018  (ISBN 9782246815730) Traduction de Physical, recueil de poèmes en anglais d’Andrew McMillan.

### Traductions
Les romans de Philippe Besson sont traduits dans une vingtaine de langues. Ils sont publiés notamment aux États-Unis, en Italie, en Allemagne, en Espagne :
- Lie With Me (Arrête avec tes mensonges), New York, éd. Simon & Schuster, 2019  (ISBN 978-1-501-19787-1), traduit par l'actrice américaine Molly Ringwald[65]
- Non mentirmi (Arrête avec tes mensonges), Milan, éd. Guanda, 2018  (ISBN 978-8-823-51952-7)[66]
- Hör auf zu lügen (Arrête avec tes mensonges), Munich, éd. Random House, 2018  (ISBN 978-8-823-51952-7)[67]
- Vive deprisa (Vivre vite), Espagne, éd. Alianza Editorial, 2015 (ASIN B015H4Y7M0)[68]
- Đừng tự dối mình (Arrête avec tes mensonges), Ed. Tao Dan, 2018

## Filmographie

### Scénarios
Philippe Besson a participé à l'écriture de plusieurs scénarios au cinéma et à la télévision :
- 2003 : Son frère, film français réalisé par Patrice Chéreau, adaptation cinématographique par Besson de son roman éponyme
- 2009 : Mourir d'aimer, téléfilm français réalisé par Josée Dayan, avec Muriel Robin
- 2010 : La Mauvaise Rencontre, téléfilm français réalisé par Josée Dayan, scénario par Besson adapté du roman de Philippe Grimbert, avec Jeanne Moreau
- 2011 : Raspoutine, téléfilm français réalisé par Josée Dayan, scénario original de Besson et Vincent Fargeat, avec Gérard Depardieu
- 2012 : Nos retrouvailles, téléfilm français réalisé par Josée Dayan, avec Fanny Ardant
- 2012 : La Solitude du pouvoir, téléfilm français réalisé par Josée Dayan, avec Pascal Elbé
- 2013 : Le Clan des Lanzac, téléfilm français réalisé par Josée Dayan, avec Fanny Ardant et Muriel Robin
- 2014 : Entre vents et marées, téléfilm français réalisé par Josée Dayan (TV), avec Nicole Garcia, Muriel Robin et Corinne Masiero dans le rôle du capitaine Marleau

### Acteur
En 2005, Philippe Besson apparaît, jouant son propre rôle, dans le film Caché de Michael Haneke, comme écrivain invité d'une émission littéraire.

## Dans les médias

### Télévision
Il a animé sur Paris Première l'émission Paris Dernière de 2010 à 2013. Il avait précédemment participé à l'émission Ça balance à Paris, en tant que chroniqueur et critique littéraire.
Il réalise en 2014 le documentaire Homos, la haine sur France 2.
D'octobre 2016 à avril 2017, il co-anime avec la journaliste Élizabeth Tchoungui l'émission politique Menu Président sur Numéro 23.

### Radio
En 2008, il est critique littéraire sur Europe 1 dans l'émission Y en aura pour tout le monde.
De septembre 2012 à décembre 2017, il participe régulièrement à l'émission On refait le monde animée par Marc-Olivier Fogiel sur RTL.
D'août 2020 à juillet 2021, il tient une chronique tous les lundis dans Europe Soir animée par Julian Bugier sur Europe 1.

### Presse écrite
En 2013 et 2014, il réalise de grands entretiens avec des personnalités qui font l'actualité pour Le Parisien.
Depuis septembre 2015, il tient une chronique hebdomadaire caustique « La salle d'attente de Philippe Besson » dans Les Échos.

## Adaptations de ses œuvres

### Au cinéma
- Son frère, d'après son roman éponyme, film français de Patrice Chéreau, 2003, dont il a coécrit le scénario.
- Arrête avec tes mensonges, d'après le roman éponyme, sorti en 2023, réalisé par Olivier Peyon et interprété par Guillaume de Tonquédec et Victor Belmondo[75].

### Au théâtre
- L'Arrière-saison, créé sur France Culture le 20 avril 2004 et montée à Paris.
- Les Jours fragiles, du 20 février au 10 mars 2006, théâtre Prospero (Montréal).
- Un tango en bord de mer, mise en scène de Patrice Kerbrat, joué par Jean-Pierre Bouvier et Frédéric Nyssen, l'Atelier théâtre Jean-Vilar (Louvain-la-Neuve) ; Théâtre 14[76] (Paris), du 9 septembre au 25 octobre 2014 ; théâtre du Petit Montparnasse[77], du 9 septembre 2015 au 31 décembre 2015.
- Un garçon d'Italie, Théâtre Transversal (Avignon) du 6 au 29 juillet 2018[78] ; Théâtre de Belleville (Paris) du 5 au 28 mai 2019 ; Théâtre Transversal (Avignon) du 5 au 28 juillet 2019[79] ; Théâtre 14[80] (Paris) du 19 au 30 mai 2021.
- Arrête avec tes mensonges, Théâtre du Point du Jour (Lyon)[81], octobre 2020, Théâtre de la Tempête (Paris), janvier 2023[82], Théâtre du Rempart (Avignon), juillet 2023[83].